# Galaxias Chaos
Galaxias Chaos (en español: Caos Galáctico) es un área de paisaje fragmentado en el cuadrángulo de Cebrenia de Marte. Se encuentra ubicado en la falda norte del complejo volcánico Elyisum con coordenadas 34,1 ° N y 213,6 ° W. Tiene 234 kilómetros (145,4 mi) de ancho y recibió su nombre de un nombre de característica de albedo. Galaxias Chaos puede haberse formado por la sublimación de un depósito rico en hielo.
Caos es el nombre que se le da a un área caracterizada por terrenos quebrados o revueltos por erosión o fallas planetarias. En el caso de Galaxias Chaos, las imágenes sugieren que sus irregularidades se deben a campos de estrés localizados en esa misma región. En Marte, recibe el nombre de la característica de albedo más cercana en el mapa de Schiaparelli o Antoniadi.

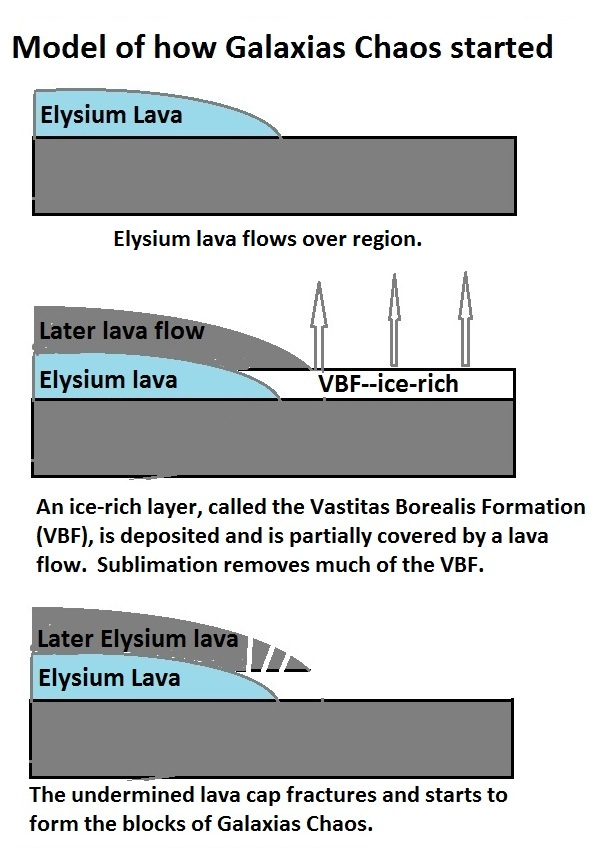
Esta serie de dibujos muestra otro modelo para la formación del caos marciano, según lo propuesto por Pedersen y Head 2011. Se exagera la cantidad de sublimación para mejorar la comprensión. Haga clic en la imagen para ver más detalles.
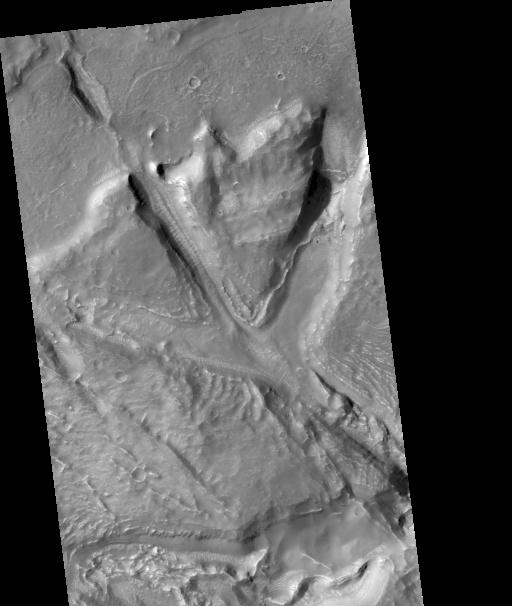
Galaxias Chaos visto por HiRISE.